# Chronos en Chaos
Chronos en Chaos is een stripverhaal uit de reeks van Suske en Wiske. Het is geschreven door Peter Van Gucht en getekend door Luc Morjaeu. Het kwam uit als 346ste album in de Vierkleurenreeks op 5 december 2018.

## Personages
- Suske, Wiske, Lambik, Jerom, tante Sidonia, professor Barabas, Nerviër, Gruizenaars, ridder, Chronos, Chaos

## Locaties
- Huis van tante Sidonia, huis en laboratorium van professor Barabas, tijdland, tijdzandmijn, ziekenhuis

## Uitvindingen
- Teletijdmachine

## Verhaal
Lambik heeft een opleiding gevolgd als vertegenwoordiger en hij gaat horloges verkopen voor Watch me. De tijd is echter van slag en Lambik ontmoet een Nerviër die hem aanziet voor een Romein. De overheid heeft professor Barabas gevraagd om onderzoek te doen, omdat hij ervaring heeft met tijdreizen. Suske wordt ouder en Wiske jonger, waarna ze als kleuter vraagt of Suske niet om schoenenbonnen wil gaan. Hij wil de vrienden naar het verleden sturen met de teletijdmachine om te achterhalen wat er aan de hand is, maar dit mislukt. Ze komen in tijdland terecht en horen dat Gruizenaars in opstand zijn gekomen en na eeuwen gevangenschap Chaos hebben bevrijd uit het tijdslot. Chaos heeft toen Chronos opgesloten in het tijdslot. Hierdoor is er nog maar erg weinig magisch tijdzand in de twee tijdlopers. Als het op is, zal alles samengeperst worden in Het Nimmer. De vrienden gaan op zoek naar het tijdslot en komen Chaos tegen, die zich voorstelt als de heer van het toeval en de wanorde. Hij vertelt dat tijd een illusie is en mensen hierdoor ongelukkig worden. Dan maakt hij Jerom chaotisch en laat de andere vrienden opsluiten door de Gruizenaars. Professor Barabas probeert de vrienden terug te flitsen, maar flitst per ongeluk een ridder uit de middeleeuwen naar het laboratorium. De man denkt dat hij een tovenaar is en ziet de teletijdmachine als zwarte magie. De professor probeert uit te leggen dat een wetenschapper een soort alchemist is, waarna de ridder hem aanvalt en de teletijdmachine beschadigt. Hij kan de man vangen met een magneet en flitst daarna per ongeluk een Gruizenaar naar het laboratorium. De Gruizenaar begint meteen in de bodem te boren en raakt een waterleiding.
De vrienden horen dat de Gruizenaars elke dag moesten werken van Chronos, ze kregen nooit tijd om te spelen of luieren en Chaos beloofde hen toen de vrijheid. Dan beseffen ze dat Chaos ze ook steeds opdrachten geeft, waarna ze gaan luieren. De vrienden kunnen ontsnappen en gaan op zoek naar het tijdslot, maar Chaos krijgt het door en komt ook bij de ingang. Alleen een gezonde logische geest kan de deur openen, waarna Chaos probeert om iedereen te chaotiseren. Tante Sidonia en Lambik worden gechaotiseerd. De Gruizenaars verstenen langzaam en krijgen door dat ze geen nut meer hebben als de tijd niet zou bestaan. Ook zij willen Chronos dan bevrijden om het einde der tijden te vermijden. Dan blijkt Lambik opeens logisch na te kunnen denken, door het chaotiseren is de werking van zijn brein aangepast. Normaal gesproken is hij chaotisch en nu is hij in staat om het tijdslot te openen. Chronos vecht dan met Chaos, maar dan merken beide oergoden dat ze verstenen. Ze besluiten samen te werken om de vrienden weer normaal te maken, waarna Jerom met zijn oerkracht op weg gaat om het tijdzand bij te vullen. Suske en Wiske zijn bedolven geraakt in de mijn en dreigen om te komen, maar Jerom moet voorrang geven aan de tijdlopers om ervoor te zorgen dat de wereld blijft bestaan. De tijd wordt hersteld en professor Barabas flitst de vrienden weer naar het heden. Hij heeft ook Suske en Wiske kunnen redden en ze worden opgenomen in het ziekenhuis. Lambik geeft Chronos en Chaos nog een boek cadeau, het is een cursus time management. Lambik legt de goden uit dat ze tijd moeten maken voor elkaar. Als er evenwicht is, is er tijd voor werk en creativiteit en de goden stemmen in om dit te gaan doen. Lambik probeert dan nog wat horloges te verkopen, maar de goden vinden dat hij niet moet overdrijven.